# Aeroportul Soummam – Abane Ramdane
Aeroportul Soummam – Abane Ramdane (IATA: BJA, ICAO: DAAE) este un aeroport din Algeria ce deservește zona Béjaïa. Aeroportul a fost tranzitat în 2017 de 309.070 de pasageri. A fost deschis în 1982 și numit după Abane Ramdane⁠(d).
Situat la o altitudine de 6 m, aeroportul dispune de 1 pistă.

## Infrastructură

### Piste
Aeroportul dispune de o singură pistă. Pista are orientarea 08/26. 